# تپه پشت آبادی تپه‌بور
تپۀ پشت آبادی تپه‌بور تپه‌ای باستانی مربوط به دوره‌های مس و سنگ، هزارۀ دوم قبل از میلاد و اشکانیان است که در شهرستان جوانرود، بخش مرکزی، دهستان پلنگانه، در جوار روستای تپه‌بور واقع شده‌است. این اثر در ۲۳ بهمن ۱۴۰۲ به شمارۀ ۳۴۰۸ به‌عنوان یکی از آثار ملی ایران با نام «تپه پشت آبادی تپه‌بور»  به ثبت ملی رسیده‌است. این محوطۀ باستانی بر سر کریدور جوانرود-کوزران قرار دارد که در مطالعات باستان‌شناختی اهمیت بالایی دارد.

## شناسایی تپه
این تپه در سال ۱۳۸۴ توسط تیم باستان‌شناسی به سرپرستی یعقوب محمدی‌فر شناسایی و با نام «تپۀ پشت آبادی تپه‌بور» نامگذاری شد.

## تعیین حریم
در تابستان ۱۴۰۳ دومین برنامۀ گمانه‌زنی برای تعیین عرصه و حریم تپۀ پشت آبادی تپه‌بور توسط پژوهشگاه میراث فرهنگی و گردشگری انجام شد. در این برنامه ۲۳ گمانه در ابعاد ۱/۵ × ۱/۵ حفاری شد و بر اساس آن عرصۀ محوطه حدود ۲/۱۹ کیلومتر مربع ارزیابی و حریم آن نیز پیشنهاد شد. وسعت دارد، این درحالی‌ست که حریم محوطه پیشتر حدود ۵ هکتار در نظر گرفته شده بود.

## قدمت
قدیمی‌ترین شواهد استقرار در این محوطه متعلق به دوره مس و سنگ بوده که قطعات سفالی از آن به‌دست آمده‌است. همچنین شواهدی از استقرار در هزارۀ دوم قبل از میلاد و نیز دورۀ اشکانی در این محوطه به‌دست آمده‌است. علاوه بر این در برخی از گمانه‌ها بقایایی از معماری با کیفیت و قدمت نامشخص به‌دست آمد که تیم باستان‌شناسی اظهارنظر در مورد آن‌ها را به انجام کاوش‌های باستان شناسی بیشتر موکول کرد.

## آسیب‌ها
باتوجه به قرار داشتن این محوطه تاریخی در داخل بافت روستا، بخشی از آن بر اثر ساخت‌وسازهای مسکونی تخریب شده است.